# Zuhres
Zuhres (ukrainska: Зугре́с uttal (fil); ryska: Зугрэ́с, Zugres) är en stad i Donetsk oblast i Folkrepubliken Donetsk (de facto) i Ukraina (de jure) med omkring 18 000 invånare (2022). År 2001 uppgick antalet till 19 859.

## Galleri

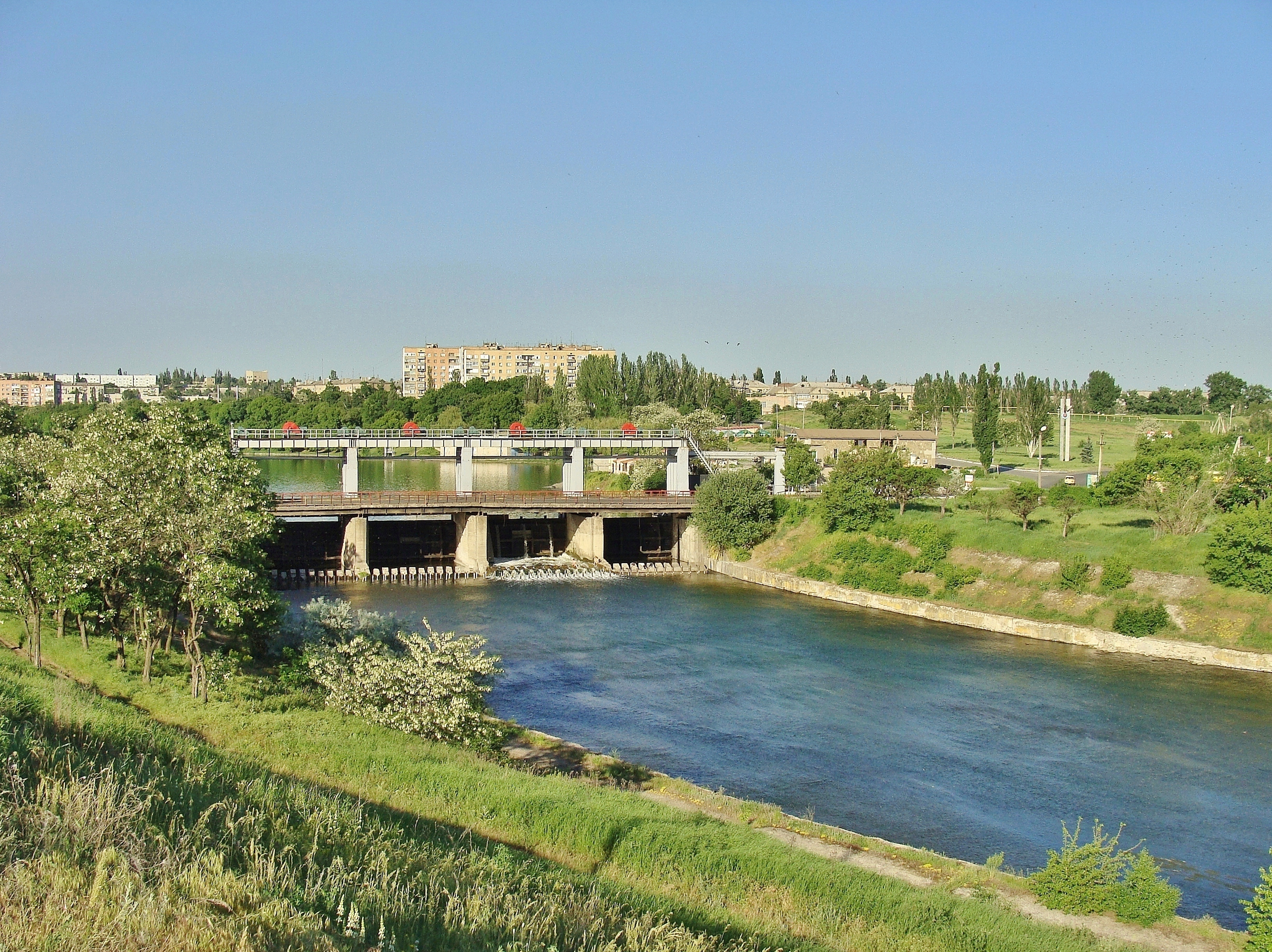
Damm i Zuhres.
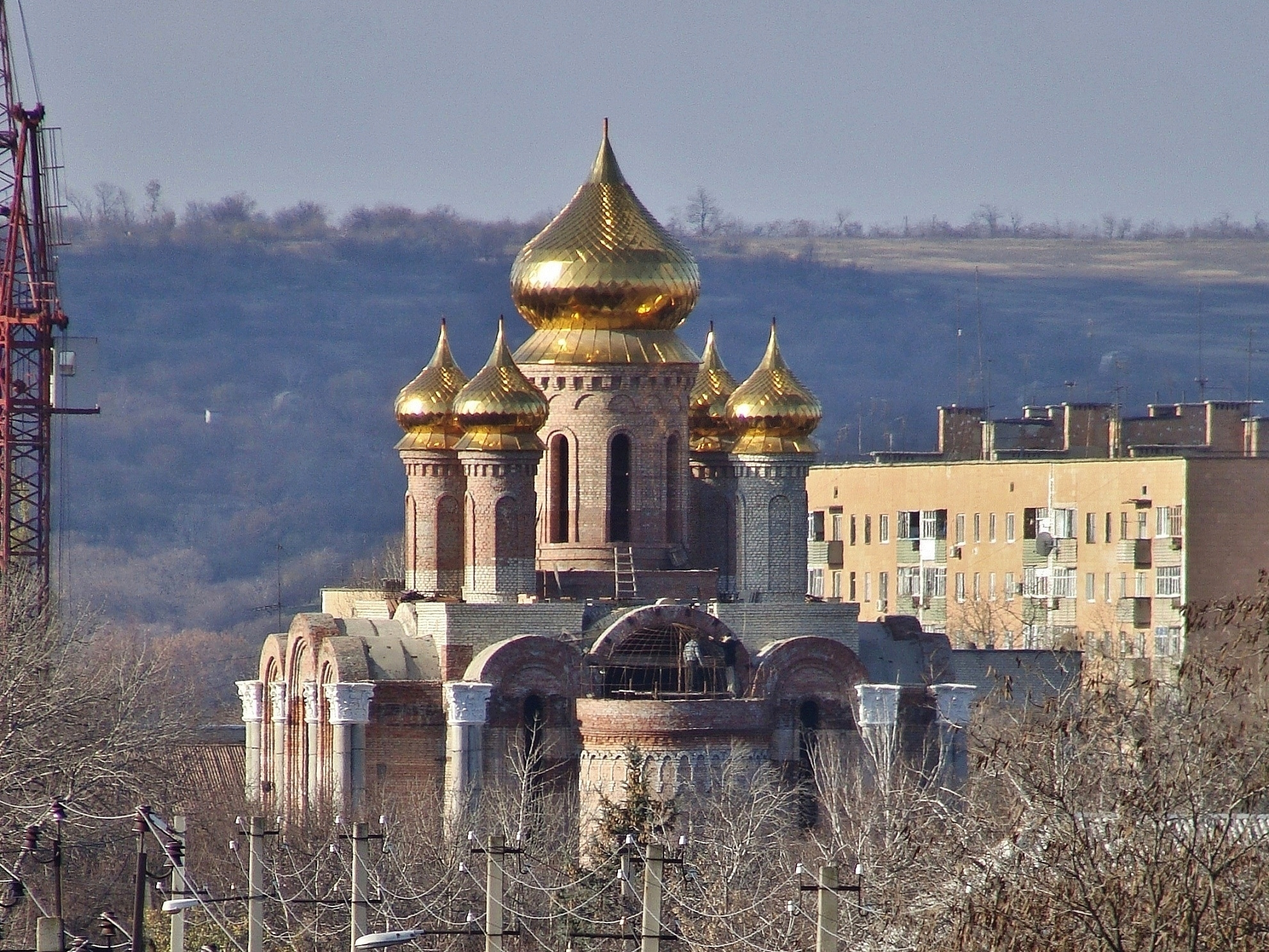
Födelsekyrkan i Zuhres.
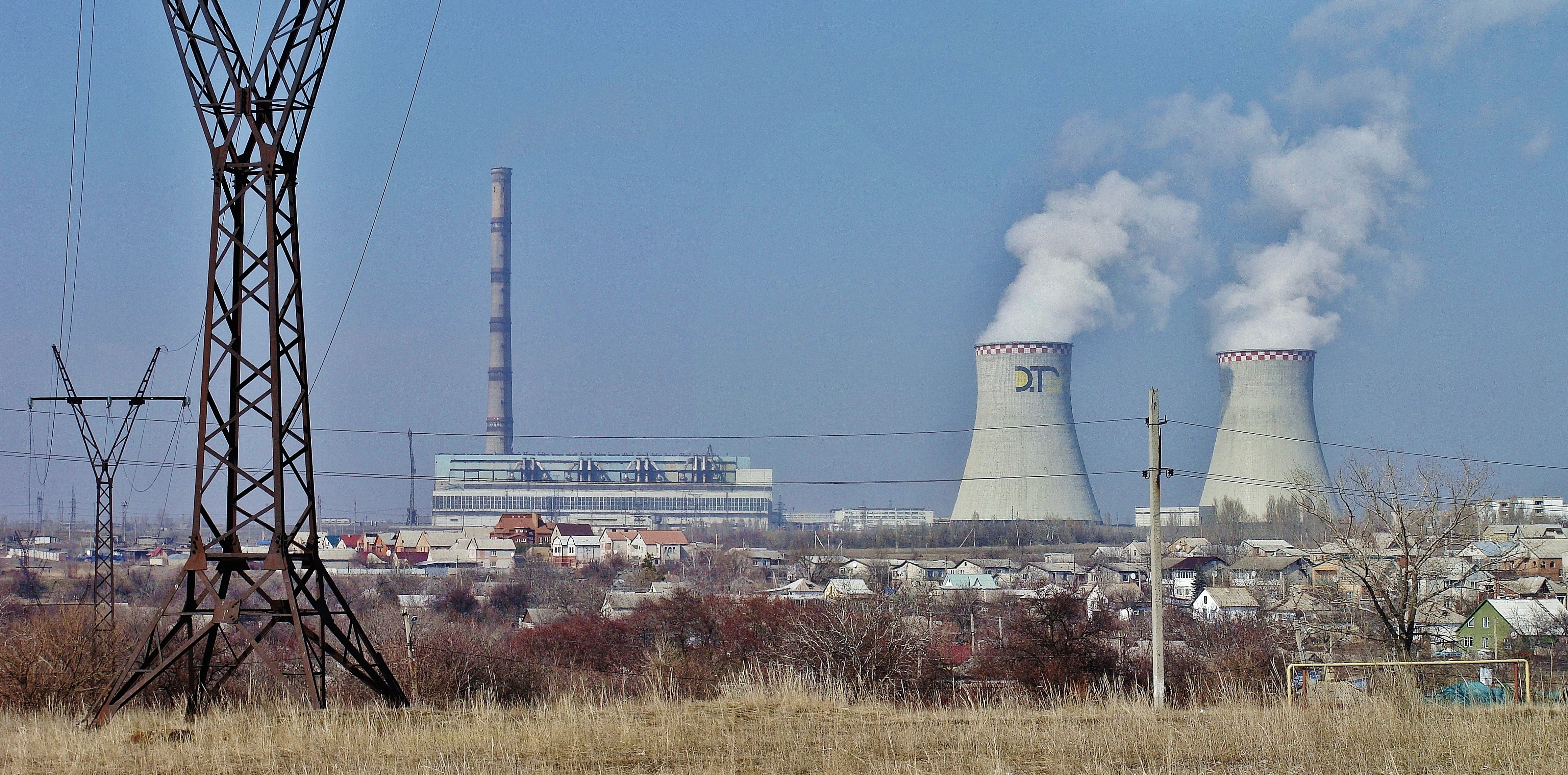
Kraftverket i Zuhres.
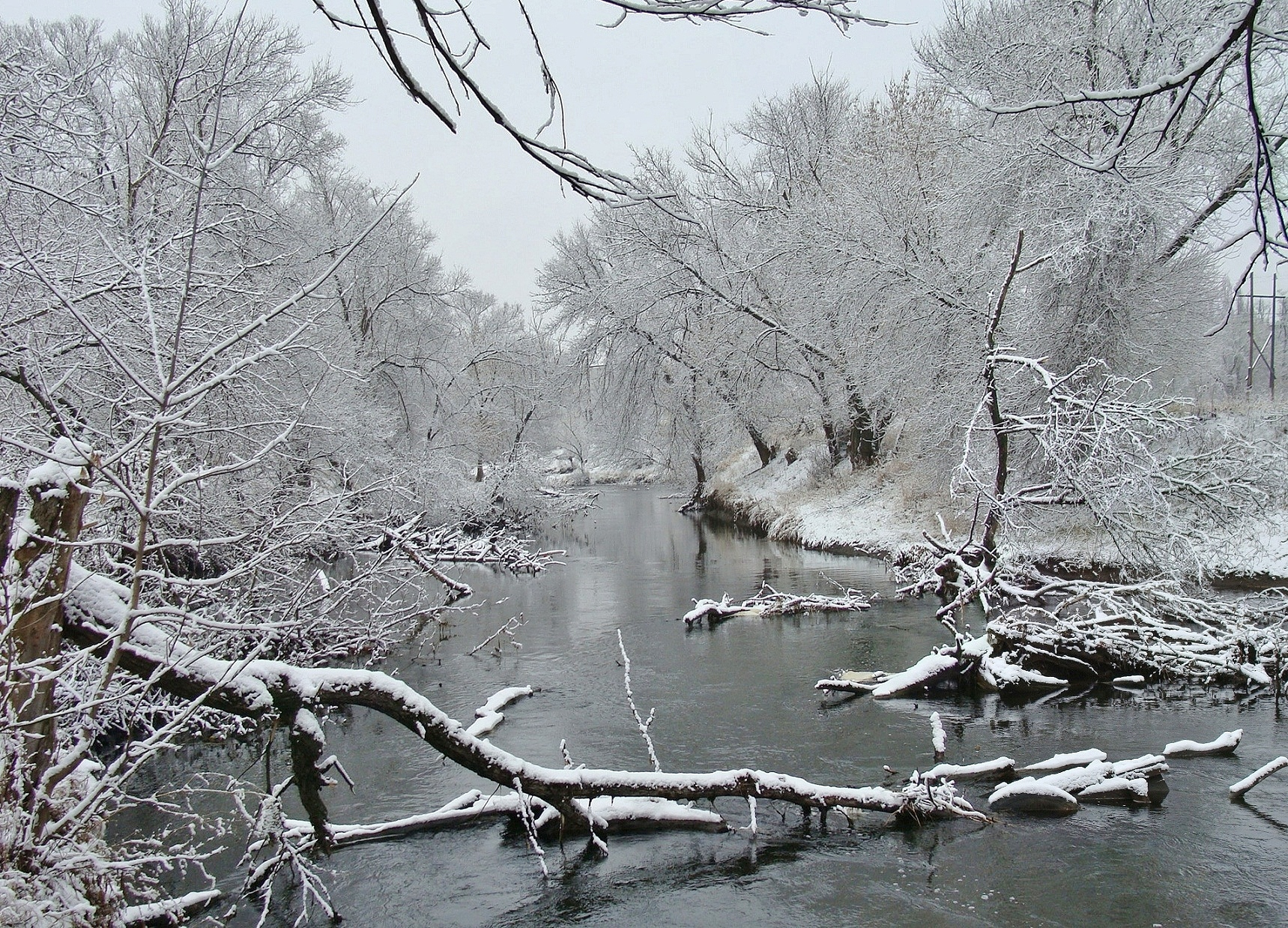
Krynkafloden nära Zuhres.